# はじめに音楽、次に言葉
『はじめに音楽、次に言葉』（はじめにおんがく、つぎにことば、イタリア語: Prima la musica e poi le parole）は、アントニオ・サリエリが1786年に上演した1幕の短編オペラ・ブッファ（ディヴェルティメント・テアトラーレ）。リブレットはジョヴァンニ・バッティスタ・カスティによる。楽長・脚本家・歌手によるオペラ作りを題材とする。上演時間は約1時間。
リヒャルト・シュトラウスのオペラ『カプリッチョ』（1942年初演）も言葉と音楽の問題を扱っているが、ストーリー上の直接の関係はない。

## 作曲の経緯
神聖ローマ皇帝ヨーゼフ2世はいったん解散した宮廷のドイツ語ジングシュピール楽団を1785年に復活させ、ケルントナートーア劇場で活動させた。このために1788年までの間ウィーンの宮廷にはイタリア・オペラ団とドイツ語ジングシュピール団が並立することになった。
1786年、ウィーンを訪問するネーデルラント総督のアルベルト公夫妻（夫人はヨーゼフ2世の妹のマリア・クリスティーナ）を歓迎するための短編オペラを上演することになった。イタリア語オペラとドイツ語ジングシュピールを競わせる案はヨーゼフ2世に発するものとされる。
ドイツ語ジングシュピールとしてはモーツァルトが『劇場支配人』を作曲したが、この劇は1幕10場のうち音楽が7場以降の各場に各1曲ずつしかない変則的な作品であり、したがってモーツァルトが作曲したのは序曲を含めて5曲のみだった。これに対してイタリア語オペラはサリエリが本作を作曲し、前作の『トロフォーニオの洞窟』にひきつづきリブレットはカスティが書いた。謝礼は（短編にもかかわらず）標準的な100ドゥカートがサリエリに払われたのに対し、モーツァルトは半額の50ドゥカートであった。これはモーツァルトの書いた曲の量が少ないためであろう。
ジュゼッペ・サルティ『ジュリオ・サビーノ』からの引用が作品の中で大きな位置を占めているが、このオペラは1785年8月にウィーンで上演され、カストラートのルイージ・マルケージがタイトルロールのサビーノを歌って大きな当たりを取った。初演でアンナ・ストラーチェはマルケージをまねて歌ったという。
1786年2月7日にシェーンブルン宮殿のオランジェリー（大温室）で両作品は初演された。両作品はその後ケルントナートーア劇場で3回だけ上演されて好評を博したらしいが、それ以外の場所で上演されることはなかった。

## 登場人物
- 楽長（バス）
- 詩人（バス）
- ドンナ・エレオノーラ（ソプラノ）- オペラ・セリアのプリマ・ドンナ。
- トニーナ（ソプラノ）- コミック・オペラの歌手。

初演ではエレオノーラをアンナ・ストラーチェ、トニーナをチェレステ・コルテッリーニ、楽長をフランチェスコ・ベヌッチ、詩人をステファノ・マンディーニが演じた。

## あらすじ
楽長と詩人は新作オペラのことで言いあっている（二重唱「Signor poeta mio」）。楽長はオペラを4日後に上演する必要があると言う。詩人はもっと時間が必要だと反論するが、楽長はすでに音楽はできているから、それに合わせて詩を書けばいいという。それは服に人を合わせるようなものだと詩人は反対するが、誰も歌詞の意味など気にしないと楽長は主張する。ついで詩人は自分のパトロンから謝礼を受けとるために知りあいのブッファ歌手を作品に参加させようとする。
そこへプリマ・ドンナのエレオノーラがやってくる。彼女は国際的な歌手だが、性格は高慢そのものである。楽長のリクエストにこたえて、彼女はサルティ『ジュリオ・サビーノ』のカヴァティーナ「Pensieri funesti」と、（本来はカストラートが歌う）サビーノのレチタティーヴォ・アッコンパニャートとアリア「Non dubitar / Là vedrai chi sono」を歌ってみせるが、詩人がいちいち演技指導を入れるので怒る。それから楽長・詩人も参加してサビーノの別のシーンを歌う (Cari oggetti del mio core)。
エレオノーラが去った後、楽長と詩人は仕事を進める（二重唱「Se questo mio pianto」）。問題はオペラ・セリアとオペラ・コミックの歌手の両方を登場させる必要があることだったが、詩人は何とか筋書きを考案する。
トニーナが現れる。彼女の振舞いは傍若無人だが歌手としての腕前は一流で (Via largo ragazzi / Cucuzze) 、楽長は彼女にオペラ・コミックの役を歌ってもらうことにする。しかしエレオノーラが再び出現、どちらが先に歌うかで2人の歌手は喧嘩になる。セリアの曲をエレオノーラ、コミックの曲をトニーナが同時に歌いはじめ、楽長・詩人も加わって四重唱となる。曲は見事に調和し、歌手たちは怒りをおさめる。作品の完成に明るい希望が見えて幕となる。